# 澳門童軍總會
澳門童軍總會，OMB，是澳門的國際性童軍組織，創立於1983年12月12日；2005年獲澳門政府授予仁愛功績勳章。
早在澳門童軍總會成立前，童軍運動早已出現在澳門中，不過因當時童軍運動在澳門沒落，遂童軍運動在澳門短暫出現一段消失時期，後在1983年由一眾有心人成立澳門童軍總會，童軍運動在澳門再次活躍。澳門童軍總會在2018年第41屆世界童軍會議中，通過加入世界童軍運動組織成為第168名會員。

## 宗旨
澳門童軍總會於1983年創立，現設幼童軍、童軍及深資童軍3個支部共40個旅。一如童軍之父貝登堡的精神，澳門童軍總會著重培養青少年的紀律、群體生活、領導才能和公民敎育的。1997年，被昔日的澳葡政府委任為澳門青年委員會委員。1998年，更得到澳門首個青年委員會奬和慈善功績勳章。2005年，獲澳門特區政府授與仁愛功績勳章。
另外澳門童軍總會亦出版月刊——《燈塔月刊》，2002年1月改名為《澳門童軍》。

## 現時澳門童軍會內人員
澳門童軍總領袖

澳門特別行政區行政長官　岑浩輝
澳門童軍副總領袖

社會文化司司長　柯嵐
榮譽會長

何鴻燊 崔世昌 鄺達財 廖澤雲 陳明金 盧景昭 

呂強光 蕭德雄 李志強 陳杰恒 周焯華
名譽會長

黎鴻昇 劉藝良 陳少雄 藍鏵纓 徐偉坤 梁維特 

崔世平 陳永傑 吳立勝 都汶龍 胡順謙 施利亞 

李萊德 羅盛宗 馮煥文 周志文 陳明旭 潘鈫亮 

李子豐 劉　滿 賴桂文 梁伯進 胡家儀
會　長

馬有恒
副會長

林潤垣　張明星　沈常華　林學文　陳新濤　李國泰 

施子學　李俊鳴　李俊杰　劉雅煌　李柱坤
名譽顧問

吳榮恪　梁慶庭　高開賢　容永恩　梁官漢　安棟樑 

李向玉　官世海　尤端陽　施綺蓮　劉光普　姚汝祥 

溫　泉　黃樹森　李成俊　李鵬翥　李漢基　林金城 

飛迪華　陳果齊　莫均益　陳洪俊　何　慶　何桂鈴 

畢　明　梁偉鈞　蔡　球　崔煜林　龔　文　梁熾才 

孔智剛　林淑華　韋輝樑　畢子融　霍志釗　黃仁民 

林顯富　蔡梓瑜　李寶田　周伯輝　陳志君　陳建熊 

呂　綸　鄭文玲　趙德和　王國英　林雷俊　張學森 

潘志明　呂碩基　陳文彬　朱錦鳳
法律顧問

黃顯輝　趙　魯
顧　問

郭　林　林偉濠　林　偉　李灼輝　黎　鷹　

梁雲健　陳耀斌　龔樹根　阮愛武　吳聯盟　

邱榮利　賴　宏　李鎮成

## 童軍旅團組成
一個童軍旅可由以下一個或多個支部組成：
| 支部     | 年齡層        | 設立童軍團類別 |
| -------- | ------------- | -------------- |
| 幼童軍   | 7歲半 - 12歲  | 幼童軍團       |
| 童軍     | 11歲半 - 16歲 | 童軍團         |
| 深資童軍 | 15歲半 - 21歲 | 深資童軍團     |

## 各支部組織

### 幼童軍團
- 幼童軍團團長（Cub Scout Leader）
- 幼童軍團副團長（Assistant Cub Scout Leader ）
- 幼童軍團團教練員（Cub Scout Instructor）
- 幼童軍團團隊長
- 幼童軍團隊長（Sixer）
- 幼童軍團副隊長（Seconder）

### 童軍團
- 童軍團團長（Scout Leader）
- 童軍團副團長（Assistant Scout Leader）
- 童軍團團教練員（Scout Instructor）
- 童軍團團隊長（Senior Patrol Leader）
- 童軍團隊長（Patrol Leader）
- 童軍團副隊長（Assistant Patrol Leader）

### 深資童軍團
- 深資童軍團團長（Venture Scout Leader）
- 深資童軍團副團長（Assistant Venture Scout Leader）
- 深資童軍團團教練員（Venture Scout Instructor）
- 深資童軍團執行委員會主席（Venture Scout Executive Committee Chariman）
- 深資童軍團執行委員會副主席（Venture Scout Executive Committee Vice Chariman）
- 深資童軍團執行委員會委員（Venture Scout Executive Committee Member  ）

## 誓詞、銘言、規律

### 誓詞和銘言
| 階級別 | 誓辭                                                                                          | 銘言       |
| ------ | --------------------------------------------------------------------------------------------- | ---------- |
| 幼童軍 | 我願盡所能： 對國家，對澳門，對信仰盡責任； 對父母，要關懷；對別人，要幫助； 對規律，要遵行。 | 願盡所能。 |
| 童軍   | 我謹以至誠宣誓： 對國家，對澳門，對信仰要負責； 對別人，要幫助； 對規律，要遵行。             | 隨時準備。 |

### 規律
| 童軍規律 | 解釋                                                           |
| -------- | -------------------------------------------------------------- |
| 誠實     | 為人之道，首在誠實。無論做事、說話、居心，均須真實不欺。       |
| 忠孝     | 對國家和本地區要盡忠，對父母應盡孝。                           |
| 助人     | 竭己之能，幫助別人。每日至少行一善事，不受酬，不居功，不望報。 |
| 仁愛     | 對親朋須親愛，對別人要和善。                                   |
| 禮節     | 對人要有禮貌。凡應對進退，均應合乎規矩，切記戒驕和戒噪。       |
| 服從     | 對於團體紀律，須確實遵守，對於國家和本地區法令須確實服從。     |
| 快樂     | 心境常愉快和樂觀，時露笑容。無論遇到何困難，應處之泰然。       |
| 勇敢     | 義所當為，毅然為之。不為利誘，不為威屈，成敗在所不計。         |
| 公德     | 愛護公共財物，保護公共利益。勿因貪圖一己之便，妨害公眾。       |
| 勤儉     | 好學力行，刻苦耐勞。不浪費時間，不妄用金錢。                   |
| 清潔     | 身體、服裝、住所、用具須清潔。言語須謹慎，心地須光明。         |
| 愛護生物 | 對無害於人類之生物須加愛護。保護環境，珍惜資源。               |

## 部門
| 名稱           | 職能 |
| -------------- | --- |
| 內政部         | - 工作範圍包括制訂、修訂及健全總會各項內政章則。 - 監督各部門、旅部、童軍對內政章則之遵行。 - 協助處理本會制服成員違規事宜。 - 專責向童軍基層組織宣傳、推廣及解釋總會各項內政章則。 - 協助總會查核和監管各旅部之財政狀況是否合理和健全。 - 協助總會監管屬下各旅部之“旅務委員會”、“旅執行委員會”之行政運作。 - 協助總會對各童軍單位於每年所呈交總會申報各項社會服務／會內服務各級優異獎勵人士的資格和條件進行審議。 - 協助總會調查和處理有關童軍成員的投訴。 - 協助新旅團籌備註冊和成立的各項行政工作。 |
| 國際事務部     | - 擴大澳門童軍總會在國際童軍運動中的影響及其形象。 - 負責與各國和地區童軍組織的聯繫。 - 每月定期與辦公室、燈塔月刊編輯委員會聯合編寫總會大型活動紀要，作為送交世界童軍運動組織以及亞太區辦事處，以便協助宣傳澳门童軍運動之用。 - 提供世界各國／地區童軍活動和訓練的最新資訊之中文譯本轉交總會辦公室，和供燈塔月刊編輯委員會刊登。 - 協助總會各部門及屬下旅部與外地童軍組織之聯係。協助總會接待外地童軍組織之來訪。 - 審批各旅部離澳外出進行之國際童軍活動或邀請／接待外地童軍組織來訪之計劃。          |
| 訓練部         | - 根據世界童軍組織的成年領袖政策指引，制訂及執行總會有關領袖訓練的綱領及章則，計劃及舉辦每年度的領袖訓練課程。 - 審查各旅團領袖的訓練水準及工作態度，按社會發展和童軍運動的需要，設計及修訂各級領袖的訓練綱要。 - 組成地區訓練隊伍，發展新的訓練方法和技術。 - 設計及執行總會各項與領袖訓練有關之活動。 - 支援新旅團籌備階段相關的領袖培訓工作。 |
| 青少年活動部   | - 根據世界童軍組織的支部計劃政策指引，制訂及執行總會各支部童軍的活動綱領及章則。 - 策劃及舉辦每年度的支部成員訓練課程及活動計劃。 - 審查旅團各支部成員的活動計劃質素。 - 按社會發展和童軍運動的需要，設計及修訂各支部的活動計劃綱要。 - 組成專責委員會，發展新的活動計劃以提昇各支部成員參與童軍運動的積極性。 - 設計及執行總會各項有關支部成員的活動及比賽。 - 支援新旅團籌備階段相關的支部成員訓練工作。                                                                                             |
| 拓展及策劃部   | - 提昇澳門童軍總會在本地區的形象。 - 舉辦與拓展童軍運動相關的一切活動。 - 豐富童軍文娛康樂活動。 - 發展新旅團。 - 開拓其他有利於童軍運動的各種資源。 - 統籌新旅團於籌備時期開展各項相關的工作。 - 協調有關部門：訓練部、支部計劃部、內政部參與新旅團籌備建立期間給予的各項支援工作。 |
| 公共事務部     | - 協助總會在本地區擴大宣傳澳門童軍運動的工作。 - 協助總會與國際或本地區非童軍社團組織之聯繫。 - 組織童軍參加國際或澳门非童軍社團組織邀請之外地及本地區活動。 - 接待外地來訪本會之非童軍組織。 |
| 社會服務部     | - 落實總會“參與社會、服務社會”的政策，加強童軍公民意識教育。 - 代表總會組織和協調童軍隊伍參與社會公益服務工作。 - 應總會的需要，調動童軍隊伍會參與各項會內服務工作。 - 統籌及舉辦童軍參與社會服務前所需的各項專門和具進度性的培訓工作。 - 監管參與服務工作的童軍成員之形象、紀律和服務質素。 - 協助總會對各童軍單位於每年所呈交總會申報各項社會服務優異獎勵人士的資格和條件進行核實和統計。 |
| 宗教事務部     | - 加強與本地區的各合法的宗教團體之聯繫。 - 協助總會應合法宗教團體的要求，組織童軍隊伍會參與其舉辦之各項活動。 - 協助合法宗教團體成立其童軍旅團，但該宗教團體的宗旨須沒有抵觸澳門童軍總會成立旅團之原則。 |
| 青年事務部     | - 以通過參與社會活動，更廣泛地宣傳澳門童軍總會，達至拓展澳門童軍運動的目的。 - 招募本地區青年人士成為本會制服或非制服成員，擴大童軍活動領域。團結童軍、會內外人士、退役童軍和童軍領袖等，使之繼續為澳门童軍運動作出貢獻。 - 配合總會領袖招募政策的推行。 - 舉辦及參與澳门及澳門以外的青年團體所舉辦之青年活動。 - 與本會公共事務部協調派出童軍參與澳门青年社團活動。 |
| 總會樂團       | - 以演出作為橋樑，推廣澳門童軍的社會形象。 - 豐富童軍文娛生活，提高童軍對音樂的興趣和造詣。 - 為童軍會員開辦各類樂器訓練班。 - 為澳门青少年開辦各類樂器訓練班。 - 參與和舉辦社會公益演出活動。 |
| 內地活動聯絡部 | - 擴大澳門童軍總會在國內的影響及其形象。 - 負責與國內各省、市和自治區非童軍社團組織的聯繫。 - 組織童軍參加國內或澳门非童軍社團組織邀請之内地及本地區活動。 - 接待內地來訪本會之非童軍組織。 - 每月定期與辦公室、燈塔月刊編輯委員會聯合編寫總會大型活動紀要，作為送交世界童軍運動組織以及亞太區辦事處，以便協助宣傳澳门童軍運動之用。 - 協助總會在本地區擴大宣傳澳門童軍運動的工作。 - 協助總會各部門及屬下旅部與內地各單位組織之聯係。                                                                 |
| 總部           | 負責統籌及執行總會的行政工作，以使童軍運動能順利推行。 |

## 會址

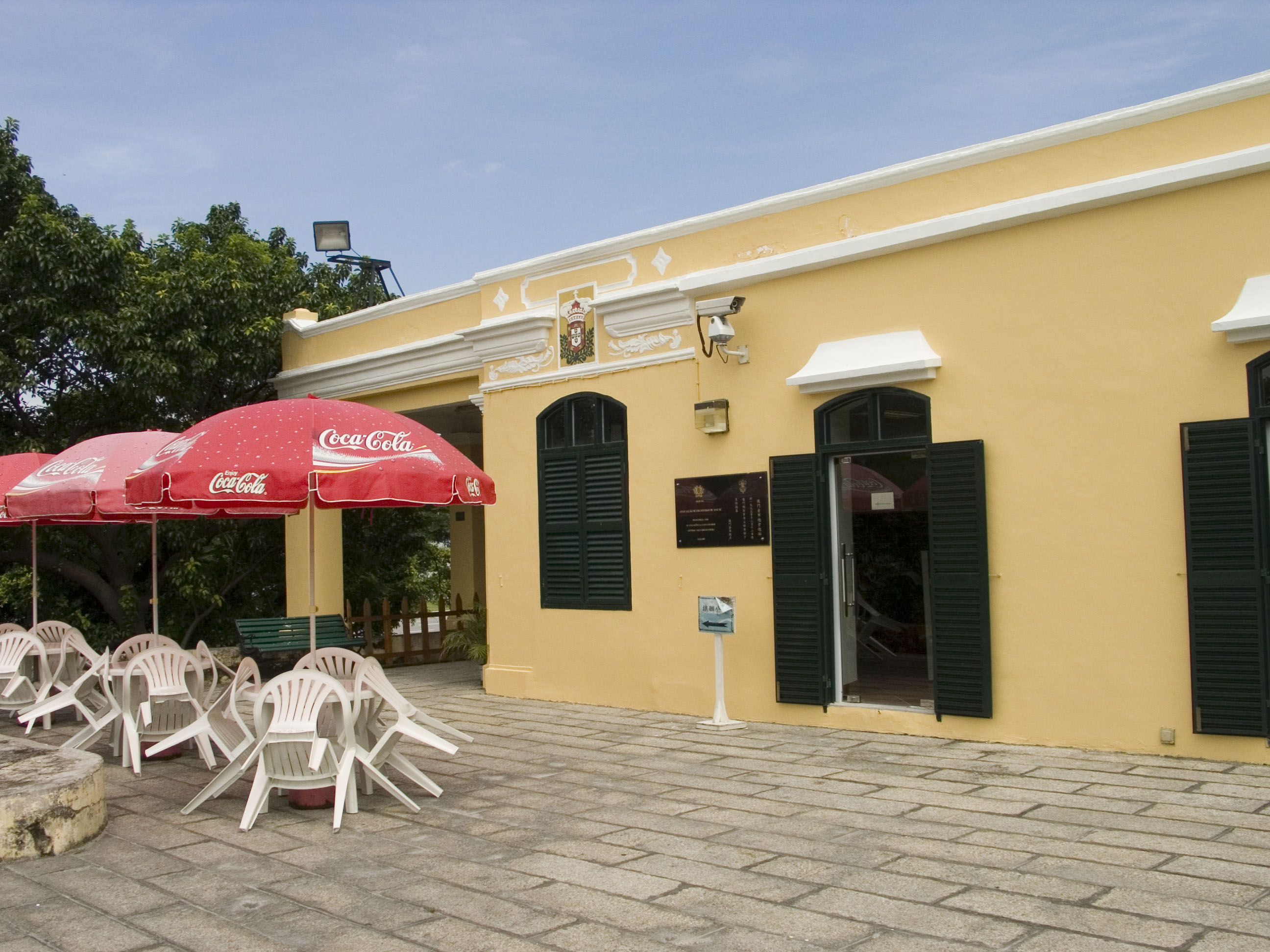
澳門童軍總部

澳門童軍總會的會址設於澳門半島新口岸北京街183號海冠中心7樓，自1999年總部在氹仔盧伯德圓形地的氹仔炮台運作，作為童軍的綜合活動的基地。

## 旅部
澳門童軍總會共有39個旅部，現時仍然有29個旅部仍然運作，包括6個公開旅 （包括樂團）、16個學校旅以及6個團體公開旅。

## 外部連結
- 澳門童軍總會 （页面存档备份，存于）